# Catatau (livro)
Catatau é um livro de prosa experimental escrito por Paulo Leminski, um dos mais famosos poetas brasileiros da segunda metade do século XX, e publicado pela primeira vez em 1975. Trata, supostamente, das alucinações do filósofo Descartes, caso ele tivesse vindo ao Brasil junto com a armada de Maurício de Nassau, durante as Invasões Holandesas. Foi classificado pelo autor como romance-ideia. Faz parte da produção em prosa do poeta, menos conhecida que sua poesia. A prosa de Catatau é altamente experimental, tornando o livro não raro hermético ou ininteligível, e explorando o limite entre a prosa e a poesia. Inspirou-se sobretudo em obras de escritores como Haroldo de Campos (principalmente Galáxias), James Joyce e Guimarães Rosa. Inspirou o filme Ex-isto, dirigido por Cao Guimarães.

## Conteúdo
Tentar resumir Catatau é quase impossível. O enredo deste romance, no sentido tradicional, é mais que exíguo: supostamente René Descartes se encontra perdido na selva tropical brasileira, "cá perdido, aqui presente, neste labirinto de enganos deleitáveis", e espera Articzewski ("Na boca da espera, Articzewski demora [...]"), seu amigo polonês (supostamente o primeiro desta nacionalidade no Brasil), o "interlocutor ausente", que virá supostamente buscá-lo. O texto é apenas o monólogo de Descartes durante esta espera em que se misturam memórias e impressões do mundo, registrado continuamente sem marcações de diálogo nem parágrafos.

## Concepção
Leminski levou aproximadamente oito anos para completar o livro. Segundo depoimento do próprio poeta, o tema havia surgido durante uma aula de história do Brasil: Descartes havia servido na Holanda sob o comando de Nassau, não seria de todo impossível que ele viesse ao Brasil junto com o comandante. O filósofo francês é assunto de outros dois poemas de Leminski: explicitamente em Minoração fúnebre para Descartes e implicitamente em "Só ex isto ex ist" (poema que deu o título à adaptação cinematográfica de Catatau).
O assunto serviria, em um primeiro momento, para um conto intitulado "Descartes com Lentes", enviado para o Concurso de Contos do Paraná. Ele não ganharia nenhuma menção neste concurso, o que desapontaria o autor, levando-o a considerar o júri desqualificado. Curiosamente, Leminski receberia mais tarde uma carta de um dos juízes afirmando que seu conto só não ganhara o primeiro lugar por causa de uma confusão de nomes. Em 1968, já gozando de certa fama, o poeta teve um "perfil" publicado num jornal, em que já se anunciava a "futura obra-prima". Em 4 de janeiro de 1970, novamente uma publicação de uma nota no Diário do Paraná, com a manchete "No Marumbi Leminski terminará o Catatau".
Por muito tempo, Catatau ficou como livro anunciado e esperado. Mas só sairia muitos anos depois daquela aula de história, na primeira edição de 1975, de 2000 exemplares, independente. Leminski distribuiu o livro para várias pessoas do meio intelectual a fim de "provocar a crítica".
O título do livro tem uma anedota da época em que o poeta e sua família moravam na pensão do Solar da Fossa, quando se mudaram para o Rio de Janeiro. Os colegas viam o poeta andar de um lado pra o outro com os livros de referência e diziam: "Lá vem o Leminski com aquele catatau embaixo do braço". Este tornou-se o título definitivo. Antes seria Zagadka, "segredo" em russo e polonês. No plano do Catatau, o autor anota: "Catatau quer dizer: -calhamaço/ - monstro (Bahia)/ - provinciano (Minas) / Da periferia, saem os monstros".
Quanto ao gênero, Leminski categorizou Catatau como um "romance-ideia".

## Linguagem
A principal dificuldade de leitura do Catatau se encontra no uso da linguagem, sobretudo por causa das experiências do poeta com as palavras e com diversas línguas estrangeiras incorporadas ao texto em português.

### Formação de palavras[19]
- Composição: o poeta cria novos termos utilizando-se da justaposição ou da aglutinação. Exemplo de justaposição no texto: "engenhoenigma". Exemplo de aglutinação: "esgandaia" (esganado + gandaia).
- Onomatopeia: isto é, a imitação escrita de sons ou ruídos produzidos por objetos ou animais. Exemplo no texto: "[...] ziz, roqueroque, crã, plim, zaspt!".
- Palavra-valise: também conhecidas como portmanteau, usadas por escritores como Lewis Carroll, que são a fusão de duas ou mais palavras. Exemplo no texto: ventoninvelho (vento + inverno + velho).
- Efeitos poéticos: são construções inusitadas através de recursos sonoros e gráficos que alteram os paradigmas da língua. Exemplo: "faz tantos tantofaz [...]".

### Línguas estrangeiras[20]
- tupi: aparece no texto sobretudo na forma de vocábulos isolados, obedecendo a ordem do dicionário de tupi escrito por Gonçalves Dias. Exemplo: "[...] uma aiurucatinga, um tuim, uma tuipara, uma tuitirica, uma arara [...]".
- latim: o latim utilizado em Catatau é o latim filosófico medieval, contudo, de forma deturpada, assim como o português, conforme os procedimentos acima anotados. Exemplo: "A assembableia revida: si vis pacem, in corpore belli civilis, para babellum!".
- japonês: também deturpada pelos mesmos procedimentos. Exemplo: "Barato é satori, biritamonogatari!".
- italiano: usada com menos frequência, sobretudo na forma de vocábulos, como o tupi. Exemplo: "Ciascun lo miri, e gli occhi a cose grandi alzi e la mente!".
- holandês: não é possível determinar com certeza qual dos 500 dialetos da língua o poeta utiliza, mas suas palavras estão próximas à língua batava do século XVI. Aqui também o poeta se utiliza dos recursos de modificação acima anotados, o que dificulta a tradução. Exemplo: "Noorderreus, brul nog zoo boos, ik zal slapen als een roos!".
- francês: o emprego do francês se dá principalmente pelo transcrição da pronúncia como em português e não da ortografia oficial da língua. Exemplo: "[...] num selavi fedorento qualquer!".
- grego: "Quaestio de Euphonia [...]"
- espanhol: "[...] amargo pero nonmenos precioso!".
- inglês: "[...] finders - goalkeepers, Jaspers - lousy whispers!".
- alemão: "Ik kan nikt Brief sein, so ick lange Brief breit schreibrift!".

## Recepção crítica
Como mencionado, a estratégia de Leminski para divulgar seu livro foi enviar cópias para muitos intelectuais, críticos, poetas e músicos. A recepção crítica por parte dos intelectuais foi em geral positiva, inclusive do exterior: Eduardo Milán, secretário pessoal de Octavio Paz, afirmou que era "raro encontrar experimentos de formulação teórica tão precisa como Catatau". Julián Ríos, escritor espanhol contemporâneo, transformou o próprio livro em personagem de um conto, intitulado Larva. Décio Pignatari considerava Catatau uma importante experiência de prosa representante do pluralismo linguístico no Brasil, ao lado de Galáxias. Flora Süssekind o lista como um exemplo de boa produção literária contemporânea, contrariando o que ela identifica como um "esgotamento e acomodação estética" geral das letras nacionais. É pouco conhecido, contudo, do público em geral.